# Khlebni (Stàvropol)
|  | Per a altres significats, vegeu «Khlebni». |

Khlebni (en rus: Хлебный) és un poble (un possiólok) del krai de Stàvropol, a Rússia, que en el cens del 2010 tenia 295 habitants. Pertany al districte rural de Dívnoie.